# 黄牛木生小光壳炱
黄牛木生小光壳炱（学名：Asteridiella cratoxylicola）是属于小煤炱目小煤炱科小光壳炱属的一种真菌，寄生在黄牛木上。该种分布于中国。